# إن في إم إكسبرس
أن في أم إكسبرس أو أن في أم السريع (بالإنجليزية: NVM Express)‏ المعروف أيضًا باسم الذاكرة غير المتطايرة، والمختصر أيضًا باسم NVMe هو مواصفات مفتوح تسمح بالوصول إلى جهاز تخزين غير متاطير عبر ناقل منفذ الملحقات الإضافية السريع أي منفذ الملحقات الإضافية السريع.
بفضل تصميمه، يسمح NVM Express للأجهزة والبرامج المضيفة باستغلال مستويات التوازي الممكنة في محركات الأقراص الصلبة الحديثة. نتيجة لذلك، يقلل NVM Express من مقدار الإدخال / الإخراج ويحسن أداء واجهات الأجهزة المنطقية السابقة، بما في ذلك قوائم الانتظار متعددة الأوامر الطويلة وتقليل وقت الاستجابة. حيث تكون سرعة معالجة البيانات على مستوى وحدة المعالجة المركزية، وتكون سرعات البيانات أسرع بكثير من سرعات ذاكرة الوصول العشوائي (RAM).

## وصلات خارجية
- الموقع الرسمي